# Danh sách cầu thủ tham dự Giải vô địch bóng đá U-19 châu Á 2018
Các tên cầu thủ được đánh dấu trong chữ đậm đã đi kiếm được số khoác áo quốc tế đầy đủ.

## Bảng A

### Indonesia
Indonesia đã đặt tên cho đội hình của họ vào ngày 10 tháng 10 năm 2018.
Huấn luyện viên trưởng: Indra Sjafri

| Số | VT | Cầu thủ             | Ngày sinh (tuổi)            | Trận | Bàn | Câu lạc bộ         |
| -- | -- | ------------------- | --------------------------- | ---- | --- | ------------------ |
| 1  | TM | Muhammad Riyandi    | 3 tháng 1, 2000 (18 tuổi)   | 10   | 0   | Barito Putera      |
| 21 | TM | Gianluca Rossy      | 25 tháng 7, 1999 (19 tuổi)  |      |     | Persija Jakarta    |
| 23 | TM | Aqil Savik          | 17 tháng 1, 1999 (19 tuổi)  | 7    | 0   | Persib Bandung     |
|    |    |                     |                             |      |     |                    |
| 2  | HV | Kadek Raditya       | 13 tháng 6, 1999 (19 tuổi)  | 5    | 0   | Persiba Balikpapan |
| 3  | HV | Asnawi Bahar        | 4 tháng 10, 1999 (19 tuổi)  | 15   | 0   | PSM Makassar       |
| 4  | HV | David Rumakiek      | 18 tháng 7, 1999 (19 tuổi)  |      |     | Persipura Jayapura |
| 5  | HV | Nurhidayat          | 5 tháng 4, 1999 (19 tuổi)   | 17   | 0   | Bhayangkara        |
| 11 | HV | Firza Andika        | 12 tháng 11, 1999 (18 tuổi) | 13   | 1   | PSMS Medan         |
| 12 | HV | Rifad Marasabessy   | 7 tháng 7, 1999 (19 tuổi)   | 15   | 1   | Madura United      |
| 13 | HV | Rachmat Irianto     | 3 tháng 9, 1999 (19 tuổi)   | 3    | 0   | Persebaya Surabaya |
| 18 | HV | Indra Mustafa       | 28 tháng 6, 1999 (19 tuổi)  |      |     | Persib Bandung     |
|    |    |                     |                             |      |     |                    |
| 6  | TV | Rafi Syarahil       | 15 tháng 11, 2000 (17 tuổi) | 6    | 0   | Barito Putera      |
| 7  | TV | Luthfi Kamal        | 1 tháng 5, 1999 (19 tuổi)   | 13   | 2   | Mitra Kukar        |
| 8  | TV | Witan Sulaeman      | 8 tháng 10, 2001 (17 tuổi)  | 12   | 5   | SKO Ragunan        |
| 10 | TV | Egy Maulana Vikri   | 7 tháng 7, 2000 (18 tuổi)   | 16   | 14  | Lechia Gdańsk      |
| 15 | TV | Saddil Ramdani      | 2 tháng 1, 1999 (19 tuổi)   | 18   | 10  | Persela Lamongan   |
| 16 | TV | Resky Fandi         | 6 tháng 9, 1999 (19 tuổi)   | 4    | 1   | Martapura          |
| 17 | TV | Syahrian Abimanyu   | 25 tháng 4, 1999 (19 tuổi)  | 17   | 2   | Sriwijaya          |
| 22 | TV | Todd Rivaldo        | 15 tháng 3, 1999 (19 tuổi)  | 7    | 3   | Persipura Jayapura |
|    |    |                     |                             |      |     |                    |
| 9  | TĐ | Rafli Mursalim      | 5 tháng 3, 1999 (19 tuổi)   | 14   | 11  | Mitra Kukar        |
| 14 | TĐ | Feby Eka Putra      | 12 tháng 2, 1999 (19 tuổi)  | 12   | 4   | Bali United        |
| 19 | TĐ | Hanis Saghara Putra | 4 tháng 4, 1999 (19 tuổi)   | 18   | 6   | Bali United        |
| 20 | TĐ | Aulia Hidayat       | 2 tháng 5, 1999 (19 tuổi)   |      |     | Borneo             |

### Các Tiểu vương quốc Ả Rập Thống nhất
Các Tiểu vương quốc Ả Rập Thống nhất đã đặt tên cho đội hình của họ vào ngày 4 tháng 10 năm 2018.
Huấn luyện viên trưởng:  Ludovic Batelli
| 1  | TM | Salem Khairi       | 22 tháng 7, 1999 (19 tuổi)  | Al-Jazira  |  |  |
| 17 | TM | Suhail Abdulla     | 26 tháng 8, 1999 (19 tuổi)  | Al-Wasl    |  |  |
| 22 | TM | Rayed Reda         | 2 tháng 4, 1999 (19 tuổi)   | Al-Ahli    |  |  |
|    |    |                    |                             |            |  |  |
| 2  | HV | Omar Saeed         | 29 tháng 1, 1999 (19 tuổi)  | Hatta Club |  |  |
| 3  | HV | Yousif Al-Mheiri   | 30 tháng 11, 1999 (18 tuổi) | Al-Wasl    |  |  |
| 4  | HV | Saoud Al-Mahri     | 18 tháng 7, 2000 (18 tuổi)  | Al-Ain     |  |  |
| 5  | HV | Ahmed Abdulla      | 16 tháng 1, 1999 (19 tuổi)  | Al-Ahli    |  |  |
| 6  | HV | Omar Ahmad Saleh   | 1 tháng 1, 1999 (19 tuổi)   | Al-Ahli    |  |  |
| 12 | HV | Abdelrahman Saleh  | 3 tháng 6, 1999 (19 tuổi)   | Al-Wasl    |  |  |
| 13 | HV | Faris Khalil       | 8 tháng 10, 2000 (18 tuổi)  | Al-Wasl    |  |  |
| 14 | HV | Sultan Saeed       | 18 tháng 12, 2000 (17 tuổi) | Sharjah    |  |  |
| 21 | HV | Fahad Al-Hammadi   | 21 tháng 3, 1999 (19 tuổi)  | Al-Wahda   |  |  |
|    |    |                    |                             |            |  |  |
| 7  | TV | Khaled Al-Blooshi  | 22 tháng 3, 1999 (19 tuổi)  | Al-Ain     |  |  |
| 10 | TV | Tahnoon Al-Zaabi   | 10 tháng 4, 1999 (19 tuổi)  | Al-Wahda   |  |  |
| 15 | TV | Mansor Al-Harbi    | 14 tháng 7, 1999 (19 tuổi)  | Al-Wahda   |  |  |
| 18 | TV | Eid Khamis         | 20 tháng 5, 1999 (19 tuổi)  | Al-Ahli    |  |  |
| 19 | TV | Majed Rashed       | 16 tháng 5, 2000 (18 tuổi)  | Al-Ittihad |  |  |
|    |    |                    |                             |            |  |  |
| 8  | TĐ | Ali Saleh          | 22 tháng 1, 2000 (18 tuổi)  | Al-Wasl    |  |  |
| 9  | TĐ | Hamdan Al-Mansoori | 28 tháng 4, 1999 (19 tuổi)  | Sharjah    |  |  |
| 11 | TĐ | Rashed Mubarak     | 8 tháng 3, 1999 (19 tuổi)   | Hatta Club |  |  |
| 16 | TĐ | Ahmad Fawzi        | 26 tháng 11, 2001 (16 tuổi) | Al-Jazira  |  |  |
| 20 | TĐ | Fahad Batout       | 17 tháng 10, 1999 (19 tuổi) | Al-Ittihad |  |  |
| 23 | TĐ | Abdullah Al-Naqbi  | 25 tháng 1, 2000 (18 tuổi)  | Al-Ahli    |  |  |

### Qatar
Qatar đã đặt tên cho đội hình của họ vào ngày 10 tháng 10 năm 2018.
Huấn luyện viên trưởng:  Bruno Pinheiro
| 1  | TM | Marwan Badreldin          | 17 tháng 4, 1999 (19 tuổi)  | Al-Ahli          |  |  |
| 22 | TM | Shehab Mamdouh            | 18 tháng 4, 2000 (18 tuổi)  | Al-Duhail        |  |  |
| 23 | TM | Salah Zakaria             | 24 tháng 4, 1999 (19 tuổi)  | Al-Wakrah        |  |  |
|    |    |                           |                             |                  |  |  |
| 2  | HV | Nasir Baksh               | 27 tháng 1, 1999 (19 tuổi)  | Qatar SC         |  |  |
| 3  | HV | Ahmed Al-Minhali          | 5 tháng 5, 1999 (19 tuổi)   | Al-Sailiya       |  |  |
| 4  | HV | Abdollah Ali Saei         | 17 tháng 3, 1999 (19 tuổi)  | Eupen            |  |  |
| 5  | HV | Yousef Aymen              | 21 tháng 3, 1999 (19 tuổi)  | Eupen            |  |  |
| 12 | HV | Homam Ahmed               | 25 tháng 8, 1999 (19 tuổi)  | Eupen            |  |  |
| 13 | HV | Mohammed Al-Naimi         | 25 tháng 3, 2000 (18 tuổi)  | Al-Duhail        |  |  |
| 19 | HV | Ahmed Suhail              | 8 tháng 2, 1999 (19 tuổi)   | Al-Sadd          |  |  |
| 21 | HV | Ali Karami                | 26 tháng 2, 1999 (19 tuổi)  | Cultural Leonesa |  |  |
|    |    |                           |                             |                  |  |  |
| 6  | TV | Nasser Al Yazidi          | 2 tháng 2, 2000 (18 tuổi)   | Al-Duhail        |  |  |
| 8  | TV | Nasser Abdulsalam         | 5 tháng 1, 1999 (19 tuổi)   | Cultural Leonesa |  |  |
| 10 | TV | Khaled Mohammed           | 7 tháng 6, 2000 (18 tuổi)   | Cultural Leonesa |  |  |
| 15 | TV | Bahaa Ellethy             | 18 tháng 4, 1999 (19 tuổi)  | Al-Sadd          |  |  |
| 17 | TV | Mohammed Waad Abdulwahhab | 18 tháng 9, 1999 (19 tuổi)  | Cultural Leonesa |  |  |
| 18 | TV | Khaled Mansour            | 25 tháng 12, 1999 (18 tuổi) | Al-Duhail        |  |  |
| 20 | TV | Ahmad Sebaie              | 6 tháng 1, 1999 (19 tuổi)   | Al-Duhail        |  |  |
|    |    |                           |                             |                  |  |  |
| 7  | TĐ | Abdulrasheed Umaru        | 12 tháng 8, 1999 (19 tuổi)  | Eupen            |  |  |
| 9  | TĐ | Ahmed Al-Ganehi           | 22 tháng 9, 2000 (18 tuổi)  | Al-Gharafa       |  |  |
| 11 | TĐ | Abdulla Al-Murisi         | 24 tháng 8, 1999 (19 tuổi)  | Al-Khor          |  |  |
| 14 | TĐ | Eisa Palangi              | 21 tháng 2, 1999 (19 tuổi)  | Qatar SC         |  |  |
| 16 | TĐ | Hashim Ali                | 17 tháng 8, 2000 (18 tuổi)  | Cultural Leonesa |  |  |

### Trung Hoa Đài Bắc
Trung Hoa Đài Bắc đã đặt tên cho đội hình của họ vào ngày 7 tháng 10 năm 2018.
Huấn luyện viên trưởng: Vom Ca-nhum
| 1  | TM | Li Guan-pei       | 7 tháng 5, 2000 (18 tuổi)   | University of Taipei                |  |  |
| 18 | TM | Lee Bing-han      | 6 tháng 4, 2000 (18 tuổi)   | National Sports Training Center     |  |  |
| 22 | TM | Lai Po-lun        | 25 tháng 6, 1999 (19 tuổi)  | Hang Yuen                           |  |  |
|    |    |                   |                             |                                     |  |  |
| 2  | HV | Hou Pin-i         | 6 tháng 5, 1999 (19 tuổi)   | Kaohsiung Medical University        |  |  |
| 3  | HV | Wang Yi-you       | 29 tháng 11, 1999 (18 tuổi) | University of Taipei                |  |  |
| 4  | HV | Fong Shao-Chi     | 15 tháng 2, 2000 (18 tuổi)  | University of Taipei                |  |  |
| 5  | HV | Kenneth Huang     | 2 tháng 5, 1999 (19 tuổi)   | Tatung                              |  |  |
| 6  | HV | Chin Wen-yen      | 30 tháng 5, 2000 (18 tuổi)  | University of Taipei                |  |  |
| 16 | HV | Karl Hu-Josefsson | 11 tháng 5, 2001 (17 tuổi)  | Djurgårdens                         |  |  |
|    |    |                   |                             |                                     |  |  |
| 7  | TV | Lan Hao-yu        | 13 tháng 1, 1999 (19 tuổi)  | Ming Chuan University               |  |  |
| 8  | TV | Wu Yen-shu        | 21 tháng 10, 1999 (18 tuổi) | National Hualien Senior High School |  |  |
| 9  | TV | Huang Jyun-wun    | 8 tháng 3, 1999 (19 tuổi)   | University of Taipei                |  |  |
| 10 | TV | Will Donkin       | 26 tháng 12, 2000 (17 tuổi) | Crystal Palace                      |  |  |
| 12 | TV | Wang Sheng-han    | 9 tháng 3, 1999 (19 tuổi)   | Ming Chuan University               |  |  |
| 13 | TV | Chiu Po-jui       | 3 tháng 8, 1999 (19 tuổi)   | Ming Chuan University               |  |  |
| 17 | TV | Miguel Sandberg   | 5 tháng 8, 2002 (16 tuổi)   | Djurgårdens                         |  |  |
| 19 | TV | Tu Shao-chieh     | 2 tháng 1, 1999 (19 tuổi)   | Ming Chuan University               |  |  |
| 21 | TV | Huang Tzu-ming    | 18 tháng 11, 2000 (17 tuổi) | Hualien High School of Agriculture  |  |  |
| 23 | TV | Huang Sheng-chieh | 22 tháng 2, 1999 (19 tuổi)  | Ming Chuan University               |  |  |
|    |    |                   |                             |                                     |  |  |
| 11 | TĐ | Wang Chung-yu     | 29 tháng 5, 1999 (19 tuổi)  | Ming Chuan University               |  |  |
| 14 | TĐ | Lin Wei-chieh     | 9 tháng 10, 1999 (19 tuổi)  | New Taipei Hsinchuang High School   |  |  |
| 15 | TĐ | Lin Ming-wei      | 20 tháng 5, 2001 (17 tuổi)  | New Taipei Hsinchuang High School   |  |  |
| 20 | TĐ | Chen Po-yu        | 29 tháng 2, 2000 (18 tuổi)  | National Sports Training Center     |  |  |

## Bảng B

### Nhật Bản
Nhật Bản đã đặt tên cho đội hình của họ vào ngày 2 tháng 10 năm 2018.
Huấn luyện viên trưởng: Kageyama Masanaga
| 1  | TM | Wakahara Tomoya     | 28 tháng 12, 1999 (18 tuổi) | Kyoto Sanga               |  |  |
| 12 | TM | Tani Kosei          | 22 tháng 11, 2000 (17 tuổi) | Gamba Osaka               |  |  |
| 23 | TM | Osako Keisuke       | 28 tháng 7, 1999 (19 tuổi)  | Sanfrecce Hiroshima       |  |  |
|    |    |                     |                             |                           |  |  |
| 2  | HV | Higashi Shunki      | 28 tháng 7, 2000 (18 tuổi)  | Sanfrecce Hiroshima       |  |  |
| 3  | HV | Kobayashi Yuki      | 18 tháng 7, 2000 (18 tuổi)  | Vissel Kobe               |  |  |
| 4  | HV | Hashioka Daiki      | 17 tháng 5, 1999 (19 tuổi)  | Urawa Red Diamonds        |  |  |
| 5  | HV | Sugawara Yukinari   | 28 tháng 6, 2000 (18 tuổi)  | Nagoya Grampus            |  |  |
| 15 | HV | Seko Ayumu          | 7 tháng 6, 2000 (18 tuổi)   | Cerezo Osaka              |  |  |
| 17 | HV | Ishihara Hirokazu   | 26 tháng 2, 1999 (19 tuổi)  | Shonan Bellmare           |  |  |
| 21 | HV | Ogiwara Takuya      | 23 tháng 11, 1999 (18 tuổi) | Urawa Red Diamonds        |  |  |
| 22 | HV | Mikuni Kenedeiebusu | 23 tháng 6, 2000 (18 tuổi)  | Aomori Yamada High School |  |  |
|    |    |                     |                             |                           |  |  |
| 6  | TV | Saito Mitsuki       | 10 tháng 1, 1999 (19 tuổi)  | Shonan Bellmare           |  |  |
| 7  | TV | Ito Hiroki          | 12 tháng 5, 1999 (19 tuổi)  | Júbilo Iwata              |  |  |
| 8  | TV | Fujimoto Kanya      | 1 tháng 7, 1999 (19 tuổi)   | Tokyo Verdy               |  |  |
| 10 | TV | Abe Hiroki          | 28 tháng 1, 1999 (19 tuổi)  | Kashima Antlers           |  |  |
| 14 | TV | Goke Yuta           | 10 tháng 6, 1999 (19 tuổi)  | Vissel Kobe               |  |  |
| 16 | TV | Taki Yuta           | 29 tháng 8, 1999 (19 tuổi)  | Shimizu S-Pulse           |  |  |
| 19 | TV | Yamada Kota         | 10 tháng 7, 1999 (19 tuổi)  | Yokohama F. Marinos       |  |  |
|    |    |                     |                             |                           |  |  |
| 9  | TĐ | Kubo Takefusa       | 4 tháng 6, 2001 (17 tuổi)   | FC Tokyo                  |  |  |
| 11 | TĐ | Tagawa Kyosuke      | 11 tháng 2, 1999 (19 tuổi)  | Sagan Tosu                |  |  |
| 13 | TĐ | Hara Taichi         | 5 tháng 5, 1999 (19 tuổi)   | FC Tokyo                  |  |  |
| 18 | TĐ | Saito Koki          | 10 tháng 8, 2001 (17 tuổi)  | Yokohama FC               |  |  |
| 20 | TĐ | Miyashiro Taisei    | 26 tháng 5, 2000 (18 tuổi)  | Kawasaki Frontale         |  |  |

### Iraq
Huấn luyện viên trưởng: Qahtan Chathir Drain
| 1  | TM | Haval Bahaalddin       | 21 tháng 12, 1999 (18 tuổi) | Iraq           |  |  |
| 20 | TM | Moamel Mohammed        | 27 tháng 8, 1999 (19 tuổi)  | Iraq           |  |  |
| 21 | TM | Waleed Atiyah          | 4 tháng 2, 1999 (19 tuổi)   | Iraq           |  |  |
|    |    |                        |                             |                |  |  |
| 2  | HV | Mohammed Al-Baqer      | 14 tháng 5, 2000 (18 tuổi)  | Al-Sinaa       |  |  |
| 3  | HV | Layth Najm             | 28 tháng 7, 2001 (17 tuổi)  | Iraq           |  |  |
| 4  | HV | Hussein Hasan          | 20 tháng 7, 1999 (19 tuổi)  | Iraq           |  |  |
| 6  | HV | Abbas Badeea           | 9 tháng 1, 2000 (18 tuổi)   | Iraq           |  |  |
| 12 | HV | Hasan Raed             | 23 tháng 9, 2000 (18 tuổi)  | Iraq           |  |  |
| 15 | HV | Ali Safaa              | 20 tháng 8, 2000 (18 tuổi)  | Iraq           |  |  |
| 18 | HV | Ali Raad               | 28 tháng 4, 2000 (18 tuổi)  | Al-Hudood      |  |  |
| 22 | HV | Hussein Jasim          | 13 tháng 4, 2000 (18 tuổi)  | Iraq           |  |  |
| 23 | HV | Ali Qasim              | 23 tháng 12, 1999 (18 tuổi) | Iraq           |  |  |
|    |    |                        |                             |                |  |  |
| 5  | TV | Ali Mohsin             | 31 tháng 1, 2000 (18 tuổi)  | Iraq           |  |  |
| 8  | TV | Mahdi Hameed           | 29 tháng 10, 2000 (17 tuổi) | Iraq           |  |  |
| 10 | TV | Ahmed Sartip           | 20 tháng 2, 2000 (18 tuổi)  | Ghaz Al-Shamal |  |  |
| 11 | TV | Moamel Abdulridha      | 28 tháng 3, 2000 (18 tuổi)  | Iraq           |  |  |
| 13 | TV | Abbas Jasim            | 2 tháng 3, 1999 (19 tuổi)   | Iraq           |  |  |
| 14 | TV | Muntadher Abdulameer   | 6 tháng 10, 2001 (17 tuổi)  | Iraq           |  |  |
| 16 | TV | Abdulsattar Majeed     | 6 tháng 6, 1999 (19 tuổi)   | Iraq           |  |  |
| 17 | TV | Zainulabdeen Al-Rubaye | 2 tháng 4, 2001 (17 tuổi)   | Iraq           |  |  |
|    |    |                        |                             |                |  |  |
| 7  | TĐ | Wakaa Ramadhan         | 17 tháng 4, 1999 (19 tuổi)  | Iraq           |  |  |
| 9  | TĐ | Hasan Abdulkareem      | 1 tháng 1, 1999 (19 tuổi)   | Iraq           |  |  |
| 19 | TĐ | Ameer Alaa             | 20 tháng 4, 2001 (17 tuổi)  | Iraq           |  |  |

### Thái Lan
Thái Lan đã đặt tên cho đội hình của họ vào ngày 15 tháng 10 năm 2018.
Huấn luyện viên trưởng: Issara Sritaro
| 1  | TM | Nopphon Lakhonphon    | 19 tháng 7, 2000 (18 tuổi)  | Buriram United    |  |  |
| 13 | TM | Kritwat Kongkot       | 26 tháng 7, 1999 (19 tuổi)  | Chainat Hornbill  |  |  |
| 23 | TM | Suppawat Yokakul      | 10 tháng 2, 2000 (18 tuổi)  | Pattaya United    |  |  |
|    |    |                       |                             |                   |  |  |
| 3  | HV | Kittipong Sansanit    | 22 tháng 3, 1999 (19 tuổi)  | Assumption United |  |  |
| 4  | HV | Kritsada Nontharat    | 16 tháng 2, 2001 (17 tuổi)  | Bangkok United    |  |  |
| 5  | HV | Kritsada Kaman        | 18 tháng 3, 1999 (19 tuổi)  | Chonburi          |  |  |
| 6  | HV | Kittitach Pranithi    | 30 tháng 4, 1999 (19 tuổi)  | Chonburi          |  |  |
| 14 | HV | Sarawut Munjit        | 4 tháng 1, 2000 (18 tuổi)   | Buriram United    |  |  |
| 15 | HV | Sampan Kesi           | 3 tháng 7, 1999 (19 tuổi)   | Chonburi          |  |  |
| 17 | HV | Saranyu Palangwan     | 28 tháng 5, 1999 (19 tuổi)  | Udon Thani        |  |  |
| 20 | HV | Irfan Doloh           | 26 tháng 1, 2001 (17 tuổi)  | Buriram United    |  |  |
| 21 | HV | Anusak Jaiphet        | 23 tháng 6, 1999 (19 tuổi)  | Police Tero       |  |  |
|    |    |                       |                             |                   |  |  |
| 2  | TV | Sakunchai Saengthopho | 7 tháng 6, 1999 (19 tuổi)   | Muangthong United |  |  |
| 7  | TV | Nattawut Chootiwat    | 24 tháng 6, 1999 (19 tuổi)  | Chonburi          |  |  |
| 10 | TV | Ekanit Panya          | 21 tháng 10, 1999 (18 tuổi) | Chiangmai         |  |  |
| 16 | TV | Peerapat Kaminthong   | 22 tháng 3, 2000 (18 tuổi)  | Buriram United    |  |  |
| 18 | TV | Hassawat Nopnate      | 17 tháng 2, 2000 (18 tuổi)  | Assumption United |  |  |
| 19 | TV | Thirapak Prueangna    | 15 tháng 8, 2001 (17 tuổi)  | Buriram United    |  |  |
|    |    |                       |                             |                   |  |  |
| 8  | TĐ | Sittichok Paso        | 28 tháng 1, 1999 (19 tuổi)  | Chonburi          |  |  |
| 9  | TĐ | Matee Sarakum         | 21 tháng 5, 1999 (19 tuổi)  | Buriram United    |  |  |
| 11 | TĐ | Suphanat Mueanta      | 2 tháng 8, 2002 (16 tuổi)   | Buriram United    |  |  |
| 12 | TĐ | Korrawit Tasa         | 7 tháng 4, 2000 (18 tuổi)   | Muangthong United |  |  |
| 22 | TĐ | Yuthapichai Lertlum   | 21 tháng 4, 1999 (19 tuổi)  | Buriram United    |  |  |

### Bắc Triều Tiên
Huấn luyện viên trưởng: Ri Chol
| 1  | TM | Kim Ju-song     | 13 tháng 11, 1999 (18 tuổi) | Cộng hòa Dân chủ Nhân dân Triều Tiên |  |  |
| 18 | TM | Sin Tae-song    | 30 tháng 5, 2000 (18 tuổi)  | Pyongyang City                       |  |  |
| 21 | TM | Sin Kwang-guk   | 23 tháng 6, 2001 (17 tuổi)  | Cộng hòa Dân chủ Nhân dân Triều Tiên |  |  |
|    |    |                 |                             |                                      |  |  |
| 2  | HV | Jang Un-gwang   | 28 tháng 12, 2000 (17 tuổi) | Cộng hòa Dân chủ Nhân dân Triều Tiên |  |  |
| 3  | HV | Pak Kwang-chon  | 12 tháng 1, 1999 (19 tuổi)  | Cộng hòa Dân chủ Nhân dân Triều Tiên |  |  |
| 4  | HV | Ri Hyon-mu      | 2 tháng 2, 2000 (18 tuổi)   | Cộng hòa Dân chủ Nhân dân Triều Tiên |  |  |
| 5  | HV | Kim Kyong-sok   | 19 tháng 2, 2000 (18 tuổi)  | Sonbong                              |  |  |
| 14 | HV | Jon Yong-song   | 7 tháng 1, 1999 (19 tuổi)   | Cộng hòa Dân chủ Nhân dân Triều Tiên |  |  |
| 17 | HV | Yun Min         | 3 tháng 7, 2000 (18 tuổi)   | Ryomyong                             |  |  |
|    |    |                 |                             |                                      |  |  |
| 6  | TV | Kang Song-jin   | 5 tháng 10, 1999 (19 tuổi)  | Amrokkang                            |  |  |
| 8  | TV | Kye Tam         | 6 tháng 10, 2000 (18 tuổi)  | Pyongyang City                       |  |  |
| 10 | TV | Kim Pom-hyok    | 15 tháng 4, 2000 (18 tuổi)  | Pyongyang City                       |  |  |
| 12 | TV | Jong In-sok     | 25 tháng 3, 2000 (18 tuổi)  | Cộng hòa Dân chủ Nhân dân Triều Tiên |  |  |
| 13 | TV | Sin Kwang-sok   | 3 tháng 12, 2000 (17 tuổi)  | Ryomyong                             |  |  |
| 15 | TV | Kang Kuk-chol   | 29 tháng 9, 1999 (19 tuổi)  | Rimyongsu                            |  |  |
| 16 | TV | Kim Ji-song     | 19 tháng 2, 1999 (19 tuổi)  | Chobyong                             |  |  |
| 20 | TV | Kim Ju-Il       | 2 tháng 1, 2001 (17 tuổi)   | Cộng hòa Dân chủ Nhân dân Triều Tiên |  |  |
|    |    |                 |                             |                                      |  |  |
| 7  | TĐ | Kim Hwi-hwang   | 25 tháng 1, 2000 (18 tuổi)  | Pyongyang City                       |  |  |
| 9  | TĐ | Kim Kuk-jin     | 11 tháng 10, 2000 (18 tuổi) | Cộng hòa Dân chủ Nhân dân Triều Tiên |  |  |
| 11 | TĐ | Ri Kang-guk     | 10 tháng 1, 2001 (17 tuổi)  | Ryomyong                             |  |  |
| 19 | TĐ | Kim Kwang-chong | 19 tháng 2, 2002 (16 tuổi)  | Cộng hòa Dân chủ Nhân dân Triều Tiên |  |  |

## Bảng C

### Việt Nam
Việt Nam đã công bố danh sách tham dự giải vào ngày 11 tháng 10 năm 2018.
Huấn luyện viên trưởng: Hoàng Anh Tuấn
| 1  | TM | Y Eli Niê                       | 8 tháng 1, 2001 (17 tuổi)   | Đắk Lắk            |  |  |
| 13 | TM | Huỳnh Hữu Tuấn                  | 2 tháng 2, 2000 (18 tuổi)   | Phố Hiến           |  |  |
| 22 | TM | Dương Tùng Lâm                  | 22 tháng 5, 1999 (19 tuổi)  | Hà Nội             |  |  |
|    |    |                                 |                             |                    |  |  |
| 2  | HV | Nguyễn Lý Nam Cung              | 15 tháng 2, 2000 (18 tuổi)  | Phố Hiến           |  |  |
| 3  | HV | Thái Bá Sang                    | 21 tháng 5, 1999 (19 tuổi)  | Sông Lam Nghệ An   |  |  |
| 4  | HV | Đặng Văn Tới                    | 12 tháng 1, 1999 (19 tuổi)  | Hà Nội             |  |  |
| 5  | HV | Bùi Hoàng Việt Anh              | 1 tháng 1, 1999 (19 tuổi)   | Hà Nội             |  |  |
| 6  | HV | Đoàn Văn Hậu                    | 19 tháng 4, 1999 (19 tuổi)  | Hà Nội             |  |  |
| 12 | HV | Nguyễn Cảnh Anh                 | 12 tháng 1, 2000 (18 tuổi)  | Hoàng Anh Gia Lai  |  |  |
| 20 | HV | Dụng Quang Nho                  | 1 tháng 1, 2000 (18 tuổi)   | Hoàng Anh Gia Lai  |  |  |
| 23 | HV | Nguyễn Hùng Thiện Đức           | 8 tháng 12, 1999 (18 tuổi)  | Becamex Bình Dương |  |  |
|    |    |                                 |                             |                    |  |  |
| 7  | TV | Lê Văn Xuân (cầu thủ bóng đá)   | 27 tháng 2, 1999 (19 tuổi)  | Hà Nội             |  |  |
| 8  | TV | Trương Tiến Anh                 | 25 tháng 4, 1999 (19 tuổi)  | Viettel            |  |  |
| 9  | TV | Lê Xuân Tú                      | 6 tháng 9, 1999 (19 tuổi)   | PVF                |  |  |
| 10 | TV | Trần Bảo Toàn                   | 14 tháng 7, 2000 (18 tuổi)  | Hoàng Anh Gia Lai  |  |  |
| 14 | TV | Trần Văn Công (cầu thủ bóng đá) | 15 tháng 2, 1999 (19 tuổi)  | Việt Nam           |  |  |
| 16 | TV | Nguyễn Văn Văn                  | 19 tháng 5, 2000 (18 tuổi)  | Hoàng Anh Gia Lai  |  |  |
| 21 | TV | Mai Sỹ Hoàng                    | 1 tháng 1, 1999 (19 tuổi)   | Sông Lam Nghệ An   |  |  |
|    |    |                                 |                             |                    |  |  |
| 11 | TĐ | Nhâm Mạnh Dũng                  | 12 tháng 4, 2000 (18 tuổi)  | Viettel            |  |  |
| 15 | TĐ | Nguyễn Hữu Thắng                | 19 tháng 5, 2000 (18 tuổi)  | Viettel            |  |  |
| 17 | TĐ | Trần Danh Trung                 | 3 tháng 10, 2000 (18 tuổi)  | Viettel            |  |  |
| 18 | TĐ | Lê Minh Bình                    | 25 tháng 12, 1999 (18 tuổi) | Hoàng Anh Gia Lai  |  |  |
| 19 | TĐ | Lê Văn Nam                      | 30 tháng 10, 1999 (18 tuổi) | Hà Nội             |  |  |

### Hàn Quốc
Hàn Quốc đã đặt tên cho đội hình của họ vào ngày 12 tháng 10 năm 2018.
Huấn luyện viên trưởng: Chung Jung-yong
| 1  | TM | Min Seong-jun   | 22 tháng 7, 1999 (19 tuổi)  | Korea University                 |  |  |
| 21 | TM | Lee Gwang-yeon  | 11 tháng 9, 1999 (19 tuổi)  | Incheon National University      |  |  |
| 23 | TM | Choi Min-soo    | 26 tháng 2, 2000 (18 tuổi)  | Hamburger SV                     |  |  |
|    |    |                 |                             |                                  |  |  |
| 2  | HV | Hwang Tae-Hyeon | 29 tháng 1, 1999 (19 tuổi)  | Ansan Greeners                   |  |  |
| 3  | HV | Lee Jae-ik      | 21 tháng 5, 1999 (19 tuổi)  | Gangwon                          |  |  |
| 4  | HV | Lee Ji-sol      | 9 tháng 7, 1999 (19 tuổi)   | Daejeon Citizen                  |  |  |
| 5  | HV | Kim Hyun-woo    | 7 tháng 3, 1999 (19 tuổi)   | Dinamo Zagreb                    |  |  |
| 12 | HV | Choi Jun        | 17 tháng 4, 1999 (19 tuổi)  | Yonsei University                |  |  |
| 13 | HV | Lee Kyu-hyuk    | 4 tháng 5, 1999 (19 tuổi)   | Dongguk University               |  |  |
| 15 | HV | Choe Hee-won    | 11 tháng 5, 1999 (19 tuổi)  | Chung-Ang University             |  |  |
| 17 | HV | Lee Sang-jun    | 14 tháng 10, 1999 (19 tuổi) | Busan IPark                      |  |  |
| 22 | HV | Kim Jae-sung    | 15 tháng 7, 1999 (19 tuổi)  | Dongguk University               |  |  |
|    |    |                 |                             |                                  |  |  |
| 6  | TV | Jeong Ho-jin    | 6 tháng 8, 1999 (19 tuổi)   | Korea University                 |  |  |
| 8  | TV | Ko Jae-hyeon    | 5 tháng 3, 1999 (19 tuổi)   | Daegu FC                         |  |  |
| 14 | TV | Park Tae-jun    | 19 tháng 1, 1999 (19 tuổi)  | Seongnam FC                      |  |  |
| 16 | TV | Goo Boon-cheul  | 11 tháng 10, 1999 (19 tuổi) | Dankook University               |  |  |
| 19 | TV | Kim Se-yun      | 29 tháng 4, 1999 (19 tuổi)  | Daejeon Citizen                  |  |  |
| 20 | TV | Kim Kang-yeon   | 26 tháng 5, 2000 (18 tuổi)  | Yongdungpo Technical High School |  |  |
|    |    |                 |                             |                                  |  |  |
| 7  | TĐ | Jeon Se-jin     | 9 tháng 9, 1999 (19 tuổi)   | Suwon Samsung Bluewings          |  |  |
| 9  | TĐ | Oh Se-hun       | 15 tháng 1, 1999 (19 tuổi)  | Ulsan Hyundai                    |  |  |
| 10 | TĐ | Cho Young-wook  | 5 tháng 2, 1999 (19 tuổi)   | FC Seoul                         |  |  |
| 11 | TĐ | Um Won-sang     | 6 tháng 1, 1999 (19 tuổi)   | Ajou University                  |  |  |
| 18 | TĐ | Lim Jae-hyeok   | 6 tháng 2, 1999 (19 tuổi)   | Daegu FC                         |  |  |

### Úc
Úc đã đặt tên cho đội hình của họ vào ngày 6 tháng 10 năm 2018.
Huấn luyện viên trưởng: Ante Milicic
| 1  | TM | James Delianov            | 20 tháng 10, 1999 (18 tuổi) | Melbourne City           |  |  |
| 12 | TM | Macklin Freke             | 6 tháng 1, 1999 (19 tuổi)   | Brisbane Roar            |  |  |
| 18 | TM | Duro Dragicevic           | 7 tháng 7, 1999 (19 tuổi)   | Sydney FC                |  |  |
|    |    |                           |                             |                          |  |  |
| 2  | HV | Nathaniel Atkinson        | 13 tháng 6, 1999 (19 tuổi)  | Melbourne City           |  |  |
| 3  | HV | Tass Mourdoukoutas        | 3 tháng 3, 1999 (19 tuổi)   | Western Sydney Wanderers |  |  |
| 4  | HV | Con Ouzounidis            | 8 tháng 10, 1999 (19 tuổi)  | Everton                  |  |  |
| 5  | HV | Dylan Pierias             | 20 tháng 2, 2000 (18 tuổi)  | Melbourne City           |  |  |
| 13 | HV | Walter Scott              | 2 tháng 10, 1999 (19 tuổi)  | Perth Glory              |  |  |
| 15 | HV | Dylan Ryan                | 10 tháng 6, 2000 (18 tuổi)  | Willem II                |  |  |
| 19 | HV | Mathieu Cordier           | 8 tháng 3, 1999 (19 tuổi)   | Western Sydney Wanderers |  |  |
| 20 | HV | Tate Russell              | 24 tháng 8, 1999 (19 tuổi)  | Western Sydney Wanderers |  |  |
|    |    |                           |                             |                          |  |  |
| 6  | TV | Sebastian Pasquali        | 7 tháng 11, 1999 (18 tuổi)  | AFC Ajax                 |  |  |
| 8  | TV | Ramy Najjarine            | 23 tháng 4, 2000 (18 tuổi)  | Melbourne City           |  |  |
| 10 | TV | Connor Metcalfe           | 5 tháng 11, 1999 (18 tuổi)  | Melbourne City           |  |  |
| 14 | TV | Christian Theoharous      | 6 tháng 12, 1999 (18 tuổi)  | Borussia Mönchengladbach |  |  |
| 16 | TV | Angus Thurgate            | 8 tháng 2, 2000 (18 tuổi)   | Newcastle Jets           |  |  |
| 17 | TV | Joshua Cavallo            | 13 tháng 11, 1999 (18 tuổi) | Melbourne City           |  |  |
| 22 | TV | Apostolos Stamatelopoulos | 9 tháng 4, 1999 (19 tuổi)   | Adelaide United          |  |  |
|    |    |                           |                             |                          |  |  |
| 7  | TĐ | Moudi Najjar              | 26 tháng 6, 2000 (18 tuổi)  | Melbourne City           |  |  |
| 9  | TĐ | John Iredale              | 1 tháng 7, 1999 (19 tuổi)   | SC Heerenveen            |  |  |
| 11 | TĐ | Ben Folami                | 8 tháng 6, 1999 (19 tuổi)   | Ipswich Town             |  |  |
| 21 | TĐ | Oliver Puflett            | 26 tháng 7, 1999 (19 tuổi)  | Western Sydney Wanderers |  |  |
| 23 | TĐ | John Roberts              | 20 tháng 1, 2001 (17 tuổi)  | Western Sydney Wanderers |  |  |

### Jordan
Jordan đã đặt tên cho đội hình của họ vào ngày 4 tháng 10 năm 2018.
Huấn luyện viên trưởng: Ahmed Abdel-Qader
| 1  | TM | Abdallah Al-Fakhori | 22 tháng 1, 2000 (18 tuổi)  | Al-Wehdat  |  |  |
| 12 | TM | Waleed Ibrahim      | 16 tháng 2, 1999 (19 tuổi)  | Al-Jazeera |  |  |
| 22 | TM | Ahmad Juaidi        | 9 tháng 4, 2001 (17 tuổi)   |            |  |  |
|    |    |                     |                             |            |  |  |
| 2  | HV | Daniel Afaneh       | 24 tháng 3, 2001 (17 tuổi)  | Al-Wehdat  |  |  |
| 3  | HV | Yazan Afaneh        | 7 tháng 1, 1999 (19 tuổi)   |            |  |  |
| 5  | HV | Hadi Omar Ahmed     | 14 tháng 3, 2000 (18 tuổi)  | Al-Ramtha  |  |  |
| 13 | HV | Shoqi Al-Quz'a      | 14 tháng 1, 1999 (19 tuổi)  |            |  |  |
| 14 | HV | Bassam Daldoom      | 13 tháng 10, 1999 (19 tuổi) |            |  |  |
| 23 | HV | Yousef Abualjazar   | 25 tháng 10, 1999 (18 tuổi) | Al-Ramtha  |  |  |
|    |    |                     |                             |            |  |  |
| 4  | TV | Saif Al-Sheibat     | 14 tháng 3, 1999 (19 tuổi)  |            |  |  |
| 6  | TV | Nizar Al-Rashdan    | 23 tháng 3, 1999 (19 tuổi)  |            |  |  |
| 7  | TV | Omar Al-Zebdieh     | 27 tháng 6, 1999 (19 tuổi)  | Al-Faisaly |  |  |
| 8  | TV | Ibrahim Sami        | 27 tháng 4, 2000 (18 tuổi)  |            |  |  |
| 9  | TV | Mohammad Atieh      | 13 tháng 2, 1999 (19 tuổi)  | Al-Faisaly |  |  |
| 11 | TV | Hamza Al-Saifi      | 3 tháng 2, 1999 (19 tuổi)   |            |  |  |
| 16 | TV | Ahmad Al-Awawdeh    | 28 tháng 4, 2000 (18 tuổi)  |            |  |  |
| 19 | TV | Mo'ath Al-Ammouri   | 29 tháng 8, 1999 (19 tuổi)  |            |  |  |
|    |    |                     |                             |            |  |  |
| 10 | TĐ | Khaled Kourdi       | 5 tháng 6, 2000 (18 tuổi)   | Al-Arabi   |  |  |
| 15 | TĐ | Yazan Al-Naimat     | 4 tháng 6, 1999 (19 tuổi)   |            |  |  |
| 17 | TĐ | Mohammad Aburiziq   | 1 tháng 2, 1999 (19 tuổi)   |            |  |  |
| 18 | TĐ | Ali Olwan           | 26 tháng 3, 2000 (18 tuổi)  |            |  |  |
| 20 | TĐ | Mohammad Al-Zu'bi   | 15 tháng 4, 1999 (19 tuổi)  | Al-Ramtha  |  |  |
| 21 | TĐ | Khaled Zakaria Eid  | 8 tháng 9, 2000 (18 tuổi)   |            |  |  |

## Bảng D

### Ả Rập Xê Út
Huấn luyện viên trưởng: Khaled Mohammed
| 1  | TM | Nawaf Al-Ghamdi         | 21 tháng 1, 1999 (19 tuổi)  | Al-Hilal   |  |  |
| 21 | TM | Mohammed Al-Dawsari     | 2 tháng 10, 1999 (19 tuổi)  | Al-Shabab  |  |  |
| 22 | TM | Abdulrahman Al-Shammari | 9 tháng 7, 2000 (18 tuổi)   | Al-Nassr   |  |  |
|    |    |                         |                             |            |  |  |
| 2  | HV | Saud Abdulhamid         | 18 tháng 7, 1999 (19 tuổi)  | Al-Ittihad |  |  |
| 3  | HV | Khalifah Al-Dawsari     | 2 tháng 1, 1999 (19 tuổi)   | Al-Qadsiah |  |  |
| 4  | HV | Naif Almas              | 18 tháng 1, 2000 (18 tuổi)  | Al-Nassr   |  |  |
| 5  | HV | Hassan Al-Tambakti      | 9 tháng 2, 1999 (19 tuổi)   | Al-Shabab  |  |  |
| 6  | HV | Makhir Al-Rashidi       | 20 tháng 5, 1999 (19 tuổi)  | Al-Fayha   |  |  |
| 12 | HV | Mohammed Al-Shanqiti    | 15 tháng 5, 1999 (19 tuổi)  | Al-Nassr   |  |  |
| 13 | HV | Muhannad Al-Shanqiti    | 12 tháng 3, 1999 (19 tuổi)  | Ohod       |  |  |
| 16 | HV | Hazim Al-Zahrani        | 23 tháng 4, 1999 (19 tuổi)  | Al-Ittihad |  |  |
|    |    |                         |                             |            |  |  |
| 8  | TV | Hamed Al-Ghamdi         | 2 tháng 4, 1999 (19 tuổi)   | Al-Ettifaq |  |  |
| 10 | TV | Turki Al-Ammar          | 24 tháng 9, 1999 (19 tuổi)  | Al-Shabab  |  |  |
| 14 | TV | Mansor Al-Beshe         | 24 tháng 4, 2000 (18 tuổi)  | Al-Hilal   |  |  |
| 15 | TV | Faraj Al-Ghashayan      | 29 tháng 4, 2000 (18 tuổi)  | Al-Nassr   |  |  |
| 17 | TV | Ibrahim Mahnashi        | 18 tháng 11, 1999 (18 tuổi) | Al-Ettifaq |  |  |
| 18 | TV | Abdulaziz Al-Dhuwayhi   | 3 tháng 5, 2000 (18 tuổi)   | Al-Najma   |  |  |
| 23 | TV | Abdulmohsen Al-Qahtani  | 5 tháng 6, 1999 (19 tuổi)   | Al-Qadsiah |  |  |
|    |    |                         |                             |            |  |  |
| 7  | TĐ | Salem Al-Saleem         | 14 tháng 3, 1999 (19 tuổi)  | Al-Hilal   |  |  |
| 9  | TĐ | Firas Al-Birakan        | 14 tháng 5, 2000 (18 tuổi)  | Al-Nassr   |  |  |
| 11 | TĐ | Khalid Al-Ghannam       | 8 tháng 11, 2000 (17 tuổi)  | Al-Qadsiah |  |  |
| 19 | TĐ | Safi Al-Zaqarta         | 19 tháng 4, 1999 (19 tuổi)  | Al-Ahli    |  |  |
| 20 | TĐ | Abdullah Al-Hamdan      | 13 tháng 9, 1999 (19 tuổi)  | Al-Shabab  |  |  |

### Tajikistan
Tajikistan đã đặt tên cho đội hình của họ vào ngày 9 tháng 10 năm 2018.
Huấn luyện viên trưởng: Mubin Ergashev
| 1  | TM | Khomidzhon Isokov      | 8 tháng 2, 2000 (18 tuổi)   | Barkchi       |  |  |
| 16 | TM | Shohrukh Qirghizboev   | 1 tháng 5, 2002 (16 tuổi)   | Barkchi       |  |  |
| 23 | TM | Mehvar Sulaymonov      | 29 tháng 10, 2000 (17 tuổi) | Unattached    |  |  |
|    |    |                        |                             |               |  |  |
| 2  | HV | Khuseyn Nurmatov       | 18 tháng 9, 2000 (18 tuổi)  | Barkchi       |  |  |
| 3  | HV | Vahdat Hanonov         | 25 tháng 7, 2000 (18 tuổi)  | Barkchi       |  |  |
| 4  | HV | Sultonshoh Mirzoev     | 4 tháng 9, 2000 (18 tuổi)   | Barkchi       |  |  |
| 5  | HV | Manucher Safarov       | 31 tháng 5, 2001 (17 tuổi)  | Barkchi       |  |  |
| 6  | HV | Mahmadzarifi Abdurahim | 29 tháng 1, 2001 (17 tuổi)  | Barkchi       |  |  |
| 12 | HV | Oyatullo Safarov       | 19 tháng 12, 2000 (17 tuổi) | Barkchi       |  |  |
| 13 | HV | Alisher Barotov        | 10 tháng 9, 1999 (19 tuổi)  | Vaksh Khatlon |  |  |
| 19 | HV | Huvaidoi Gulmurod      | 5 tháng 10, 2000 (18 tuổi)  | Barkchi       |  |  |
| 22 | HV | Naimdzhon Ibrogimzoda  | 11 tháng 7, 1999 (19 tuổi)  | Vaksh Khatlon |  |  |
|    |    |                        |                             |               |  |  |
| 7  | TV | Karomatullo Saidov     | 12 tháng 10, 1999 (19 tuổi) | Vaksh Khatlon |  |  |
| 8  | TV | Saidmukhtor Azimov     | 9 tháng 6, 2000 (18 tuổi)   | Barkchi       |  |  |
| 9  | TV | Sharafjon Solehov      | 14 tháng 12, 1999 (18 tuổi) | Barkchi       |  |  |
| 15 | TV | Shervoni Mabatshoev    | 4 tháng 12, 2000 (17 tuổi)  | Barkchi       |  |  |
| 17 | TV | Ehson Panjshanbe       | 12 tháng 5, 1999 (19 tuổi)  | Istiklol      |  |  |
| 18 | TV | Daler Yodgorov         | 1 tháng 5, 2000 (18 tuổi)   | Barkchi       |  |  |
| 20 | TV | Ziyovuddin Fuzaylov    | 7 tháng 3, 2000 (18 tuổi)   | Barkchi       |  |  |
| 21 | TV | Abdulmumin Zabirov     | 4 tháng 8, 2001 (17 tuổi)   | Barkchi       |  |  |
|    |    |                        |                             |               |  |  |
| 10 | TĐ | Sheriddin Boboev       | 21 tháng 4, 1999 (19 tuổi)  | Istiklol      |  |  |
| 11 | TĐ | Nuriddin Khamrokulov   | 19 tháng 4, 1999 (19 tuổi)  | Barkchi       |  |  |
| 14 | TĐ | Tokhir Maladustov      | 12 tháng 9, 2000 (18 tuổi)  | Barkchi       |  |  |

### Trung Quốc
Trung Quốc đã đặt tên cho đội hình của họ vào ngày 15 tháng 10 năm 2018.
Huấn luyện viên trưởng: Cheng Yaodong
| 1  | TM | Peng Peng       | 24 tháng 11, 2000 (17 tuổi) | Shanghai Shenhua        |  |  |
| 12 | TM | Yan Bingliang   | 3 tháng 4, 2000 (18 tuổi)   | Villarreal              |  |  |
| 23 | TM | Qi Yuxi         | 21 tháng 11, 2000 (17 tuổi) | Jiangsu Suning          |  |  |
|    |    |                 |                             |                         |  |  |
| 2  | HV | Wu Shaocong     | 20 tháng 3, 2000 (18 tuổi)  | Kyoto Sanga             |  |  |
| 3  | HV | Chen Guoliang   | 2 tháng 2, 1999 (19 tuổi)   | Jumilla                 |  |  |
| 4  | HV | Wang Xianjun    | 1 tháng 6, 2000 (18 tuổi)   | Dalian Yifang           |  |  |
| 5  | HV | Zhu Chenjie     | 23 tháng 8, 2000 (18 tuổi)  | Shanghai Shenhua        |  |  |
| 6  | HV | Jiang Shenglong | 24 tháng 12, 2000 (17 tuổi) | Shanghai Shenhua        |  |  |
| 13 | HV | Sun Qinhan      | 21 tháng 3, 2000 (18 tuổi)  | Shanghai Shenhua        |  |  |
| 18 | HV | Xu Haofeng      | 27 tháng 1, 1999 (19 tuổi)  | Tianjin Quanjian        |  |  |
| 21 | HV | He Yupeng       | 5 tháng 12, 1999 (18 tuổi)  | Dalian Yifang           |  |  |
| 22 | HV | Wen Jiabao      | 2 tháng 1, 1999 (19 tuổi)   | Guangzhou Evergrande    |  |  |
|    |    |                 |                             |                         |  |  |
| 8  | TV | Xu Lei          | 11 tháng 1, 2000 (18 tuổi)  | Shanghai Shenhua        |  |  |
| 14 | TV | Yang Yilin      | 23 tháng 2, 1999 (19 tuổi)  | Jumilla                 |  |  |
| 15 | TV | Liu Chaoyang    | 9 tháng 6, 1999 (19 tuổi)   | Shandong Luneng Taishan |  |  |
| 16 | TV | Xu Yue          | 10 tháng 11, 1999 (18 tuổi) | Shanghai Shenhua        |  |  |
| 17 | TV | Xu Haoyang      | 15 tháng 1, 1999 (19 tuổi)  | Shanghai Shenhua        |  |  |
| 20 | TV | Chen Ao         | 17 tháng 7, 2000 (18 tuổi)  | Hebei China Fortune     |  |  |
|    |    |                 |                             |                         |  |  |
| 7  | TĐ | Tao Qianglong   | 20 tháng 11, 2001 (16 tuổi) | Hebei China Fortune     |  |  |
| 9  | TĐ | Guo Tianyu      | 5 tháng 3, 1999 (19 tuổi)   | Shandong Luneng Taishan |  |  |
| 10 | TĐ | Liu Ruofan      | 28 tháng 1, 1999 (19 tuổi)  | Shanghai Shenhua        |  |  |
| 11 | TĐ | Liu Guobo       | 27 tháng 11, 1999 (18 tuổi) | Beijing Guoan           |  |  |
| 19 | TĐ | Wang Jinze      | 15 tháng 3, 1999 (19 tuổi)  | Guangzhou Evergrande    |  |  |

### Malaysia
Malaysia đã đặt tên cho đội hình của họ vào ngày 15 tháng 10 năm 2018.
Huấn luyện viên trưởng:  Bojan Hodak
| 1  | TM | Syakir Danial        | 30 tháng 3, 2000 (18 tuổi) | Perak TBG              |  |  |
| 22 | TM | Azri Ghani           | 30 tháng 4, 1999 (19 tuổi) | FELDA United           |  |  |
| 23 | TM | Shafiq Afifi Suhaimi | 6 tháng 8, 1999 (19 tuổi)  | PKNP                   |  |  |
|    |    |                      |                            |                        |  |  |
| 2  | HV | Shivan Pillay        | 7 tháng 12, 2000 (17 tuổi) | PKNS                   |  |  |
| 3  | HV | Ahmad Tasnim Fitri   | 19 tháng 1, 1999 (19 tuổi) | FELDA United           |  |  |
| 6  | HV | Nabil Hakim Bokhari  | 9 tháng 2, 1999 (19 tuổi)  | Kuala Lumpur FA        |  |  |
| 14 | HV | Azhar Apandi         | 16 tháng 5, 1999 (19 tuổi) | Kuala Lumpur FA        |  |  |
| 15 | HV | Feroz Baharudin      | 2 tháng 4, 2000 (18 tuổi)  | Johor Darul Ta'zim III |  |  |
| 16 | HV | Al-Imran Halim       | 16 tháng 2, 1999 (19 tuổi) | UiTM                   |  |  |
| 18 | HV | Syaiful Alias        | 12 tháng 1, 1999 (19 tuổi) | Kelantan FA            |  |  |
| 5  | HV | Anwar Ibrahim        | 10 tháng 6, 1999 (19 tuổi) | FELDA United           |  |  |
|    |    |                      |                            |                        |  |  |
| 4  | TV | Zahril Azri          | 4 tháng 2, 1999 (19 tuổi)  | FELDA United           |  |  |
| 8  | TV | Nik Akif             | 11 tháng 5, 1999 (19 tuổi) | Kelantan FA            |  |  |
| 12 | TV | Izreen Izwandy       | 16 tháng 7, 2000 (18 tuổi) | Melaka United          |  |  |
| 13 | TV | Izzuddin Roslan      | 8 tháng 12, 1999 (18 tuổi) | Kuala Lumpur FA        |  |  |
| 17 | TV | Thivandaran Karanan  | 8 tháng 3, 1999 (19 tuổi)  | Penang FA              |  |  |
| 20 | TV | Ammar Akhmall Alias  | 12 tháng 1, 1999 (19 tuổi) | Felcra                 |  |  |
| 21 | TV | Ramadhan Saifullah   | 9 tháng 12, 2000 (17 tuổi) | Johor Darul Ta'zim III |  |  |
|    |    |                      |                            |                        |  |  |
| 7  | TĐ | Nurfais Johari       | 27 tháng 3, 1999 (19 tuổi) | Penang FA              |  |  |
| 9  | TĐ | Arif Shaqirin        | 13 tháng 3, 2000 (18 tuổi) | PKNP                   |  |  |
| 10 | TĐ | Hadi Fayyadh         | 22 tháng 1, 2000 (18 tuổi) | Unattached             |  |  |
| 11 | TĐ | Akhyar Rashid        | 1 tháng 5, 1999 (19 tuổi)  | Kedah FA               |  |  |
| 19 | TĐ | Zafuan Azeman        | 10 tháng 6, 1999 (19 tuổi) | Kedah FA               |  |  |